# Crescendo (Mariella Nava)
Crescendo è un album musicale, il terzo, della cantautrice Mariella Nava pubblicato nel 1991 dalla RCA/BMG su licenza Calycanthus, in concomitanza con la terza partecipazione, la prima tra i Campioni, al Festival di Sanremo con la canzone Gli uomini. 
La Nava partecipa alla manifestazione anche come autrice del brano Spalle al muro, presentato da Renato Zero, che si classifica al 2º posto, questo incontro segna una svolta nel percorso musicale della cantautrice, che interpreta il brano Crescendo proprio in duetto con Renato Zero, con il quale partecipano al Festivalbar.
L'album è stato registrato a Londra tra i mesi di novembre 1990 e febbraio 1991 presso i Parsifal Studios e arrangiato da Geoff Westley con la Royal Philharmonic Orchestra.

## Tracce
Testi e musiche di Mariella Nava, salvo dove indicato.
1. La mia riva
2. A-unda-ye
3. L'ultima sera
4. Al punto giusto
5. Un papà corto un giorno
6. Piccolo amore
7. Gli uomini
8. Credono in noi
9. C'è da lavorare/Largo (M. Nava, G.Westley)
10. Crescendo (con Renato Zero)

## Formazione
- Mariella Nava - voce
- Geoff Westley - tastiera, programmazione
- Steve Waterman - tromba
- Malcolm Griffiths - trombone
- Jamie Talbot - sax
- Chris White - sax